# Pablo Pavetti
Pablo José Pavetti (Rafaela, Provincia de Santa Fe, Argentina; 20 de marzo de 1991) es un futbolista argentino. Juega como mediocampista ofensivo y su primer equipo fue Atlético Rafaela. Actualmente milita en Ben Hur de Rafaela del Torneo Regional.

## Clubes
| Club                   | País      | Año       |
| ---------------------- | --------- | --------- |
| Atlético Rafaela       | Argentina | 2010-2014 |
| Sportivo Belgrano      | Argentina | 2015      |
| Villa Teresa           | Uruguay   | 2016      |
| 9 de Julio de Rafaela  | Argentina | 2016      |
| Ferrocarril del Estado | Argentina | 2017      |
| Brown de San Vicente   | Argentina | 2018      |
| Ben Hur de Rafaela     | Argentina | 2019-?    |